# Miguel Heras
Pour les articles homonymes, voir Heras.
Miguel Ángel Heras Hernández, né le 7 août 1975 à Béjar, est un coureur de fond espagnol spécialisé en skyrunning et ultra-trail. Il a remporté la médaille d'argent aux championnats du monde d'Ultra SkyMarathon 2010 et est double champion d'Espagne d'ultra-trail.

## Biographie
Miguel Heras fait ses débuts en compétition en 2003. Avec un groupe d'amis, il s'engage dans la discipline de raid nature, sans être véritablement compétitif mais visant avant tout le plaisir d'y participer. En 2007, il prend part à la Mountain X Race aux Gets et découvre la discipline du trail qu'il apprécie.
En 2009, il prend part à son premier ultra-trail en prenant le départ de l'Ultra-Trail du Mont-Blanc. Effectuant un solide début de course, il se retrouve dans le top 5 après 90 kilomètres mais commet une erreur de parcours et décide d'abandonner.
Il explose véritablement en 2010 et réalise une excellente saison. Le 5 mars, il participe pour la première fois à la Transgrancanaria. Menant la course du début à la fin, il s'impose en solitaire au bout de 13 h 4 min 14 s, battant de plus d'une heure le Catalan Arnau Juliá. Le 16 mai, il s'élance sur la course Zegama-Aizkorri. Tandis que Kílian Jornet domine l'épreuve pour décrocher sa troisième victoire, Miguel Heras effectue une solide course et termine sur la troisième marche du podium, une minute derrière l'ancien cycliste Aitor Osa. Le 5 juin, il prend part à la deuxième édition de la Transvulcania. Malgré de mauvaises sensations en première partie de course, il s'accroche et reste en tête pour s'imposer en 8 h 9 min 32 s, battant le précédent record du parcours de 51 minutes. Le 29 août, il se rend en Italie pour participer au Trofeo Kima qui accueille les premiers championnats du monde d'Ultra SkyMarathon. Partant dans le groupe de tête, il voit son compatriote Kílian Jornet se détacher et filer vers la victoire. Il parvient à résister à l'Italien Nicola Golinelli pour s'adjuger la médaille d'argent. Le 19 septembre, il démontre qu’il est également compétitif sur les épreuves plus courtes et plus techniques de skyrunning au Trofeo Scaccabarozzi. Prenant rapidement les commandes de la course, il retrouve l'Italien Nicola Golinelli comme seul adversaire. S'échangeant la tête de course à plusieurs reprises, Miguel Heras parvient à prendre l'avantage en seconde partie de course pour s'offrir la victoire. Le 4 décembre, il se rend en Californie pour participer au North Face Challenge Endurance California. Prenant un départ prudent, il augmente le rythme à mi-parcours pour remonter dans le groupe de tête. Alors que le favori Geoff Roes s'installe confortablement aux commandes de la course, Miguel Heras surmonte des douleurs à l'aine et parvient à le rattraper et le double à quatre miles de la fin pour aller remporter la victoire.
Il découvre par la suite qu'il souffre d'une déchirure au muscle biceps fémoral mais ne prend pas le temps nécessaire à la récupération, ce qui lui fait manquer les premières courses de la saison 2011. Guéri, il effectue son retour à la compétition en prenant part à la première édition du Tenerife Bluetrail. À nouveau en forme, il domine facilement l'épreuve, remportant la victoire avec plus d'une heure et demi sur son plus proche poursuivant Pablo Criado. Le 7 mai, il s'élance sur la Transvulcania et se retrouve au coude-à-coude avec le Basque Iker Karrera. Aucun des deux coureurs ne parvenant à faire la différence, ils franchissent la ligne d'arrivée la main dans la main en 7 h 32 min 13 s. Le 15 juillet, il s'élance sur les 170 kilomètres de la Ronda dels Cims en Andorre. Prenant les commandes de la course, il la mène en tête en solitaire et franchit la ligne d'arrivée après 30 h 4 min 28 s d'efforts, avec près d'une heure d'avance sur le temps prévu par les organisateurs et plus d'une heure et demi d'avance sur son plus proche rival Óscar Pérez. Le 1er octobre, il s'élance comme l'un des favoris à l'Ultra Cavalls del Vent, ayant établi le temps de référence du parcours de 84 kilomètres l'année précédente. Il prend un bon départ mais voit son compatriote Kílian Jornet le mener. Ce dernier ne se sentant pas en forme décide d'abandonner, laissant le champ libre à Miguel. Il s'impose en 8 h 57 min 32 s, améliorant le record du parcours.
Le 15 avril 2012, il se rend à Taïwan pour participer au North Face 100 Taiwan. Prenant rapidement les commandes de la course, il prend une confortable marge d'avance jusqu'au 42e kilomètre. Le reste du parcours se déroulant sur route, il maintient un rythme élevé de peur de voir revenir sur lui ses adversaires. Il parvient à s'imposer en 8 h 2 min 35 s avec plus de 50 minutes d'avance sur son plus proche poursuivant Ho Shin-Yen. Le 23 septembre, il remporte le Maratón K42 Xtreme Lagos de Covadonga et décroche son ticket pour la finale des K42 Series au K42 Adventure Marathon en Patagonie argentine. Lors de ce dernier, il se retrouve face à des concurrents de taille avec entre autres Luis Alberto Hernando et Jonathan Wyatt. Le trio mène la première partie de course au coude-à-coude puis Miguel Heras accélère pour se débarrasser de ses adversaires. Il parvient à s'imposer en 3 h 15 min 49 s battant de près de dix minutes son compatriote Miguel Cabarello qui parvient à doubler le Néo-Zélandais pour la deuxième place.
Ayant programmé une saison 2013 ambitieuse, il abandonne lors de sa participation à la Lake Sonoma 50, victime d'une douleur au tibia et se retire temporairement de la compétition pour se soigner. Le 10 août, il fait son retour à la compétition en prenant part à l'Ultra Trail Val d'Aran. Se sentent à nouveau en forme, il domine aisément la course et s'impose en 6 h 46 min 53 s, battant de 50 minutes son compatriote Pere Aurell Bove. Fort de ce résultat, il s'élance confiant sur les 167 km de l'Ultra-Trail du Mont-Blanc. Partant dans le groupe de tête, il parvient à doubler Julien Chorier et mène la course aux côtés de l'Américain Anton Krupicka. Le Français Xavier Thévenard effectue ensuite une excellente remontée et double Miguel Heras pour s'offrir la victoire. L'Espagnol assure ensuite sa deuxième place en 20 h 54 min 8 s, vingt minutes derrière le Français.
Il est à nouveau victime d'ennuis physiques en début d'année 2014. Il commence sa saison le 17 mai, en prenant part au Penyagolosa Trails CSP qui fait office de championnats d'Espagne d'ultra-trail. Laissant partir un premier groupe en tête, Miguel Heras et deux autres favoris, Miguel Cabarello et Gerard Morales, forment un groupe de poursuivants qui finissent par rattraper l'échappée sauf Dani García qui creuse l'écart en tête. Miguel Heras ne se laisse pas impressionner et hausse l'allure pour rattraper le leader qu'il finit par doubler pour aller chercher la victoire et le titre.
Le 27 juin 2015, il s'élance sur le Gran Trail Peñalara afin de défendre son titre national. Il domine la course et s'impose facilement pour décrocher son second titre.
En octobre 2016, il profite de l'absence de plusieurs favoris, partis aux championnats du monde de trail, pour s'illustrer sur le Grand Trail des Templiers. Voyant le Japonais Ruy Ueda prendre le premier les commandes, il prend un départ prudent et laisse filer plusieurs de ses concurrents. L'Américain Jared Hazen prend ensuite la tête de la course mais Miguel Heras tire avantage de son expérience et de sa connaissance du terrain pour hausser le rythme en deuxième partie de course. Doublant ses adversaires, il rattrape l'Américain qu'il finit par doubler dans les derniers kilomètres pour s'imposer avec quatre minutes d'avance.

## Vie privée
Il est le frère du coureur cycliste professionnel Roberto Heras.

## Palmarès

### Skyrunning
| no  | masculin           | Course                                                  | Longueur | Départ            | Temps            |
| --- | ------------------ | ------------------------------------------------------- | -------- | ----------------- | ---------------- |
| 5e  | 5e                 | Zegama-Aizkorri                                         | 42,2 km  | 24 mai 2009       | 4 h 7 min 34 s   |
| 2e  | Médaille d'argent  | Cavalls del Vent                                        | 80 km    | 3 octobre 2009    | 9 h 51 min 4 s   |
| 1re | Médaille d'or      | Carrera Alto Sil                                        | 29 km    | 14 mars 2010      | 2 h 17 min 57 s  |
| 3e  | Médaille de bronze | Zegama-Aizkorri                                         | 42,2 km  | 16 mai 2010       | 4 h 9 min 17 s   |
| 2e  | Médaille d'argent  | Championnats du monde d'Ultra SkyMarathon               | 50 km    | 29 août 2010      | 6 h 29 min 52 s  |
| 1re | Médaille d'or      | Trofeo Scaccabarozzi - Sentiero Delle Grigne            | 43 km    | 19 septembre 2010 | 4 h 48 min 24 s  |
| 1re | Médaille d'or      | Cavalls del Vent                                        | 84 km    | 2 octobre 2010    | 9 h 6 min 39 s   |
| 1re | Médaille d'or      | Carrera Alto Sil                                        | 29 km    | 20 mars 2011      | 2 h 20 min 43 s  |
| 3e  | Médaille de bronze | Zegama-Aizkorri                                         | 42,2 km  | 29 mai 2011       | 4 h 2 min 52 s   |
| 1re | Médaille d'or      | Maratón Alpino Madrileño                                | 42 km    | 12 juin 2011      | 4 h 0 min 33 s   |
| 1re | Médaille d'or      | Ultra Cavalls del Vent                                  | 84 km    | 1er octobre 2011  | 8 h 57 min 32 s  |
| 2e  | Médaille d'argent  | Trofeo Scaccabarozzi - Sentiero Delle Grigne            | 43 km    | 17 septembre 2012 | 4 h 47 min 19 s  |
| 2e  | Médaille d'argent  | Ultra Cavalls del Vent                                  | 100 km   | 21 septembre 2013 | 10 h 27 min 18 s |
| 3e  | Médaille de bronze | Ultra Pirineu                                           | 110 km   | 19 septembre 2015 | 12 h 20 min 35 s |
| 1re | Médaille d'or      | Ultra Pirineu                                           | 110 km   | 24 septembre 2016 | 12 h 5 min 51 s  |
| 3e  | Médaille de bronze | Canfranc-Canfranc Maratón                               | 45 km    | 12 septembre 2020 | 5 h 26 min 8 s   |
| 7e  | 7e                 | Championnats du monde de skyrunning - Ultra SkyMarathon | 65 km    | 10 juillet 2021   | 8 h 47 min 1 s   |
| 1re | Médaille d'or      | Olympus Marathon                                        | 44 km    | 25 juin 2022      | 4 h 54 min 30 s  |
| 1re | Médaille d'or      | Ultra Pirineu                                           | 100 km   | 1er octobre 2022  | 10 h 38 min 53 s |
| 2e  | Médaille d'argent  | Ultra Pirineu                                           | 100 km   | 30 septembre 2023 | 10 h 53 min 24 s |

### Trail
| no  | masculin           | Course                                    | Longueur | Départ            | Temps            |
| --- | ------------------ | ----------------------------------------- | -------- | ----------------- | ---------------- |
| 1re | Médaille d'or      | Transgrancanaria                          | 123 km   | 5 mars 2010       | 13 h 4 min 14 s  |
| 1re | Médaille d'or      | Transvulcania                             | 83 km    | 5 juin 2010       | 8 h 9 min 32 s   |
| 2e  | Médaille d'argent  | Andorra Ultra Trail Vallnord              | 112 km   | 26 juin 2010      | 18 h 22 min 23 s |
| 1re | Médaille d'or      | North Face Endurance Challenge California | 82 km    | 4 décembre 2010   | 6 h 47 min 3 s   |
| 1re | Médaille d'or      | Tenerife Bluetrail                        | 97 km    | 16 avril 2011     | 10 h 43 min 19 s |
| 1re | Médaille d'or      | Transvulcania                             | 73 km    | 7 mai 2011        | 7 h 32 min 13 s  |
| 1re | Médaille d'or      | Zugspitz Ultratrail                       | 101 km   | 25 juin 2011      | 10 h 55 min 20 s |
| 1re | Médaille d'or      | Andorra Ronda del Cims                    | 170 km   | 15 juillet 2011   | 30 h 4 min 28 s  |
| 1re | Médaille d'or      | North Face 100 Taiwan                     | 100 km   | 15 avril 2012     | 8 h 2 min 35 s   |
| 2e  | Médaille d'argent  | Grand Trail des Templiers                 | 69 km    | 26 octobre 2012   | 6 h 14 min 54 s  |
| 1re | Médaille d'or      | K42 Adventure Marathon                    | 42 km    | 17 novembre 2012  | 3 h 15 min 49 s  |
| 1re | Médaille d'or      | North Face Endurance Challenge California | 50 mi    | 1er décembre 2012 | 5 h 33 min 16 s  |
| 1re | Médaille d'or      | Ultra Trail Val D'Aran                    | 66 km    | 10 août 2013      | 6 h 46 min 53 s  |
| 2e  | Médaille d'argent  | Ultra-Trail du Mont-Blanc                 | 167 km   | 30 août 2013      | 20 h 54 min 8 s  |
| 1re | Médaille d'or      | K42 Adventure Marathon                    | 42 km    | 16 novembre 2013  | 3 h 23 min 1 s   |
| 1re | Médaille d'or      | Penyagolosa Trails CSP                    | 118 km   | 17 mai 2014       | 11 h 30 min 50 s |
| 6e  | 6e                 | Grand Trail des Templiers                 | 74 km    | 26 octobre 2014   | 6 h 59 min 5 s   |
| 1re | Médaille d'or      | Championnats d'Espagne d'ultra-trail      | 113 km   | 27 juin 2015      | 12 h 37 min 46 s |
| 4e  | 4e                 | Grand Trail des Templiers                 | 75 km    | 25 octobre 2015   | 6 h 53 min 45 s  |
| 1re | Médaille d'or      | K42 Adventure Marathon                    | 42 km    | 14 novembre 2015  | 3 h 17 min 5 s   |
| 1re | Médaille d'or      | Grand Trail des Templiers                 | 76 km    | 23 octobre 2016   | 6 h 45 min 12 s  |
| 1re | Médaille d'or      | K42 Adventure Marathon                    | 42 km    | 19 novembre 2016  | 3 h 26 min 33 s  |
| 2e  | Médaille d'argent  | Reventón Trail                            | 45 km    | 1er avril 2017    | 4 h 0 min 18 s   |
| 3e  | Médaille de bronze | Tenerife Bluetrail                        | 71 km    | 5 juin 2021       | 6 h 35 min 57 s  |
| 2e  | Médaille d'argent  | Transvulcania                             | 75 km    | 22 octobre 2022   | 7 h 42 min 32 s  |
| 1re | Médaille d'or      | Valhöll Argentina                         | 129 km   | 12 mai 2023       | 14 h 51 min 44 s |
| 2e  | Médaille d'argent  | Transgrancanaria                          | 126 km   | 24 février 2024   | 13 h 32 min 48 s |
| 2e  | Médaille d'argent  | Tenerife Bluetrail - 73K                  | 73 km    | 29 mars 2025      | 6 h 14 min 12 s  |